# Washtucna (Washington)
Washtucna je градић u američkoj saveznoj državi Washington. Prema popisu stanovništva iz 2010. u njemu je živjelo 208 stanovnika.